# کیتیله
شهر کیتیله (به رومانیایی: Chitila) در شهرستان ایلفو در کشور رومانی واقع شده‌است. جمعیت این شهر ۱۲٬۶۴۳ نفر  است.